# Space Pirates and Zombies 2
Space Pirates and Zombies 2 est un jeu vidéo de type action-RPG développé et édité par MinMax Games, sorti en 2016 sur Windows, Mac et Linux.
Il fait suite à Space Pirates and Zombies.

## Accueil
- Canard PC : 6/10[1]